# Euaxoctopus scalenus
Euaxoctopus scalenus är en bläckfiskart som först beskrevs av William Evans Hoyle 1904.  Euaxoctopus scalenus ingår i släktet Euaxoctopus och familjen Octopodidae. Inga underarter finns listade i Catalogue of Life.